# Wu Yi
Wú Yí er et kinesisk navn; efternavnet/familienavnet er Wú.
Wú Yí (吴仪) (født november 1938 i Wuhan, Kina) er en af fire vice-premiers i Statsrådet i Folkerepublikken Kina. Hun er blevet udnævnt som den næstmest magtfulde kvinde i verden af Forbes-magazine i både 2004 og 2005, kun overgået af USAs nationale sikkerhedsrådgiver Condoleezza Rice.
Kaldes i nogle kinesiske medier for "Kinas jernlady".

## Eksterne Kilder
- The World's 100 Most Powerful Women
- The 100 Most Powerful Women Arkiveret 8. september 2007 hos  Wayback Machine